# Бессув
Бессув (пол. Bessów) — село в Польщі, у гміні Бохня Бохенського повіту Малопольського воєводства.
Населення — 282 особи (2011).
У 1975-1998 роках село належало до Тарновського воєводства.

## Демографія
Демографічна структура станом на 31 березня 2011 року:
|          | Загалом | Допрацездатний вік | Працездатний вік | Постпрацездатний вік |
| -------- | ------- | ------------------ | ---------------- | -------------------- |
| Чоловіки | 136     | 25                 | 95               | 16                   |
| Жінки    | 146     | 26                 | 89               | 31                   |
| Разом    | 282     | 51                 | 184              | 47                   |